# 朴泰俊 (政治家)
朴 泰俊（パク・テジュン、1927年10月24日〈陰暦9月29日〉 - 2011年12月13日）は、大韓民国の政治家・実業家。浦項総合製鉄（現・ポスコ）の設立者や、第32代国務総理として知られる。号は青岩（チョンアム、청암）。愛称はTJ。

## 略歴
慶尚南道東萊郡（現在の機張郡）に生まれる。本貫は密陽朴氏。6歳の時に日本に渡り、以降日本で育つこととなる。1945年、早稲田大学予科入学。日本の敗戦に伴って朝鮮に戻る。1948年に朝鮮警備士官学校（6期）入学。このとき、第1中隊長だった朴正煕大尉と出会う。朴泰俊は当時、難問として知られていた弾道学の問題をすらすら解き、朴大尉に深い印象を残したという。同年卒業後少尉に任官した。
朝鮮戦争時には、忠武武功勲章や花郎武功勲章を授与された。士官学校を卒業した当時の韓国軍将校の多くは、政府の措置によって4年制大学の学士学位課程を履修していた事もあって、朴自身も1961年には檀国大学校に編入し、1963年8月に法学部政治学科を卒業した。
1953年11月、陸軍大学に入学し、首席で卒業。陸軍士官学校教務処長を経て国防部人事課長を務めていた1957年秋に朴正煕と再会、彼の勧めで第25歩兵師団（師団長・徐鐘喆准将）参謀長に就任し、緊密な関係を結ぶようになる。1961年の5・16軍事クーデターには直接関わることは無かったものの、朴正煕からはクーデターに失敗した場合は、自分の家族を任せると言われ、国家再建最高会議の委員として活動しながら、第一次五ヵ年計画の立案に関与した。
1963年に、少将を最後に予備役に編入した後は、経済界に身を移し、1964年には大韓重石の社長に任ぜられ、1年後に同社を黒字経営に転換した。1968年4月には、浦項総合製鉄の初代社長に就任し、10年後の1978年には、年間550万トンの鉄鋼を生産する世界屈指の企業にまで成長させた。浦項総合製鉄を経営していた際には、社員の福利厚生の充実にも熱心に取り組み、当時の韓国としては最高水準の住宅団地を造成し、社員の子女達の為の小・中・高等学校も設立した。朴正煕との関係も続き、1970年には政界からの圧力で必要な核心施設の購入許可が下りず、大統領となっていた朴正煕に相談しようか迷っていた朴泰俊に対し、朴正煕が1枚の紙を渡し、望むことをすべて書くように命じ、朴泰俊の要望を一目した朴正煕が紙の左上に直筆で署名し承認を与えたという逸話も残っている。
教育者としても活動し、1986年にはアメリカのカリフォルニア工科大学をモデルとした浦項工科大学校を創立した。
1980年10月に発足した国家保衛立法会議（第五共和国憲法施行に伴って解散された国会の機能を代行するために設置された）の経済第一委員長に就任した事をきっかけに政界にも進出し、1981年3月の第11代国会議員選挙に民主正義党全国区候補として出馬、当選した。以降は、国会財務委員長を務めたほか、1988年には党代表に就任した。1990年1月30日に、統一民主党・新民主共和党との3党合同によって民主自由党が成立した際は、党最高委員となったが、金泳三と確執を深めた事から、1992年の大統領選挙を控えて、国会議員を辞職した。金泳三政権時期、賄賂罪で起訴されるなど困難を経験した。一部では政権の弾圧だと主張したが、用途はともかく39億ウォン程度を受けたのは事実であるから、裁判を受けた途中、1995年に大統領特別赦免で公訴棄却となる。
1997年7月、浦項市北区の国会議員補欠選挙に出馬、金泳三政権の経済面での失政を攻撃して当選し、政界復帰。同年11月には自由民主連合に入党して、党総裁に就任（11月21日）、金鍾泌らと共に金大中の大統領選挙当選を支援（DJT連合）した。
金大中政権発足後の2000年1月には国務総理に就任したが、不動産の名義貸し疑惑により、わずか4ヶ月で辞任に追い込まれた。
ポスコの名誉会長を晩年まで務めていた。1990年にはレジオンドヌール勲章コマンドゥールを授与された。
2011年12月13日17時20分、胸膜線維腫による後遺症により入院先のソウル特別市内の病院で死去。84歳没。

## エピソード
- 機張郡長安邑（朝鮮語版）の林浪海水浴場（朝鮮語版）の近くに出生地と記念館がある[8]。
- 25師団の参謀長時代、越冬の貯蓄用に保存してあるキムジャン（朝鮮語版）のツボの中身が唐辛子粉ではなくおがくずであったことを知ると、ただちに師団長に報告し、ワイロを出して口止めしようとした唐辛子業者に銃を突き付けて本物の唐辛子粉を持ってこさせたという[5]。
- 1977年の浦項第3期設備工事中、工期の遅延で苦戦しているにもかかわらず、発電送風設備で手抜き工事が発見されると工期が8割程度進行した状態であってもこれを爆破解体させたという[4]。
- 当時の社長だった朴は浦項総合製鉄初期の用日を「物を盗むのは泥棒で悪いことだが、心を盗むのは良いことで戦略的なこと」と誇り、 新日本製鉄の稲山嘉寛会長（1987年死去）を「いろいろと助けてくれた。 心が開かれた方だった。」とし、103万トンの1次高炉が成功した後に会いにいった際、日本の最新流行歌を多く知っていたので稲山会長が自分の車に乗せ、歌ってみろと言ったので歌ってみると、『よくやった』と大喜びされるほど親しかった」とエピソードを明かし、「親しくなってこそ全てを持ってこられる。こうした戦略がなければ技術は導入できない。このように人間の心を盗んでこそ技術まで、願うものを持ってこれる」と語っている[9]。朴曰く稲山会長は全面支援を約束したが、製鉄所の現場は世界最高の技術をなぜ他人に譲らなければいけないのかと、上からの命令にも抵抗したが、製鉄所のアイデンティティーといえる規定集（製鉄技術マニュアル集）、図面設計、機械の性格を日本の先進製鉄所からほとんどすべて導入することができた[10]。

## 親族
子供に1男4女がいる。うち次女は画家で、1984年に判事の高承徳と結婚した。高は後に政界入りしたが、2人は2002年に離婚した。また、三女は元国会議員の金鎮載の弟と結婚した。
四女のパク・キョンア（パーソンズ卒）は1988年に元大統領の全斗煥の次男の全在庸と結婚したが、1990年に離婚した。その後は投資会社MBKパートナーズ創業者のマイケル・ビョンジュ・キム（Michael Kim、1963年鎮海区生まれ）と再婚した。二人の父親同士が軍隊で同じだったことから紹介され、1991年に結婚した。キムは12歳で渡米し、ハバフォード大学、ハーバード・ビジネス・スクールを卒業後、ゴールドマンサックス、カーライルグループ（アジア支社長。顧問に朴泰俊）などを経て2005年に自身の名を冠した「MBKパートナーズ」を設立。同社は日本・中国・韓国を中心としたアジアでの企業買収を目的としたプライベート・エクイティ・ファンド会社で、田崎真珠、コメダ珈琲、アコーディアゴルフなど日本の多数の有名企業への大口投資のほか、2019年にはゴディバ・ジャパンを買収したことでも知られる。このほか、MBKは中国第2位の自動車レンタル会社eHi、韓国のディスカウント小売チェーンであるホームプラスなど44社を傘下に持ち、従業員数は37万人以上、合計440億ドルの収益を誇っている。少し隠れた起業家スタイルのため、財産規模に比べ韓国ではそれほど有名ではない。

## 関連作品
- 『炎の中へ（朝鮮語版）』[17]

パク・テジュンの一代記を描いた韓国のテレビドラマ。2014年、TV朝鮮にて放映された。全20話。
主演：チェ・スジョン、脚本：イ・ハンホ、演出：キム・サンレ。